# Prosaptia pinnata
Prosaptia pinnata är en stensöteväxtart som beskrevs av Barbara S. Parris. Prosaptia pinnata ingår i släktet Prosaptia och familjen Polypodiaceae. Inga underarter finns listade.